# Maja e Jezercës
Le Maja e Jezercës (traduit par « crête du lac » en français ; littéralement traduit du bulgare signifiant « le sommet au-dessus du lac ») est le point culminant de la chaîne montagneuse de Prokletije et des Alpes dinariques. Il est en outre le second sommet d'Albanie, derrière le Grand Korab. Le mont culmine à 2 692 mètres d'altitude et se situe dans la partie nord de l'Albanie.